# Ganymedes 1
Ganymedes 1 is een sciencefictionverhalenbundel uit 1976 uitgegeven door A.W. Bruna Uitgevers.

## Achtergrond
Schrijvers, vertalers en lezers van sciencefiction konden hun eigen verhaal insturen naar Bruna om opgenomen te worden in de bundelreeks Ganymedes, die uiteindelijk tien delen zou krijgen. Ganymedes 1 was de eerste bundel,  Ganymedes 4 was de laatste bundel in de genummerde Bruna SF-reeks. Verdere bundels werden uitgebracht als Zwarte Beertjes. De verhalen werden uitgekozen door Vincent van der Linden.

## Korte verhalen
1. Ef Leonard: Acceleratie
2. Bob van Laerhoven: Jager
3. Liesbeth van Aalst: Droom
4. Lucas Vastenhout: Meesterschap
5. Eric J. Plus: Geen gezeur
6. Eddy C. Bertin: Ik adem je bloed in
7. Simon Rietveld: Mijn hobby
8. H.J. Zoethout: S.v.p. doorrijden
9. Wim Burkunk: Schoolreisje
10. Gerald Williams: De gestolen dief
11. Christien Reedijk: Kleur
12. Ef Leonard: Verstrooide kerel, die Penniwit…
13. Gerard van Schooten: Hart van steen
14. Hans Kemming: Een paar kilo U-235
15. Wim Burkunk: Moordgriet
16. Lucas Vastenhout: Onvergenoegd
17. H.J. Zoethout: De regengod
18. Simon Rietveld: Rafflesia
19. Bob van Laerhoven: Liefde
20. Wim Burkunk: Normaal